# Бесапарски ридове
Бесапарските ридове или Бесапарски хълмове (до 29 юни 1942 г. Баба баири) са нисък предпланински рид на Западните Родопи, между долното течение на Стара река и Марица, на територията на областите Пазарджик и Пловдив.
Ридовете са разположени между река Марица на север и долината на десния ѝ приток Стара река на юг, която ги отделя от северните разклонения на Равногорски рид на Баташка планина. На запад чрез ниска седловина (499 м), разположена северно от град Пещера се свързват с рида Къркария на Западните Родопи. Дължината им от запад на изток е около 14 км, а ширината до 8 км.
На юг към долината на Стара река ридовете се ограничават със стръмен разседен склон. Релефът им е хълмисто-ридов със заравнени била и разчленени къси плоски ридове на север. Най-висока точка Еленски връх (535,4 м), разположен в централната им част, на около 2 км южно от село Огняново. Изградени са от окарстени мрамори, а на юг от диорити и габро-диорити, покрити с тънки езерни плиоценски утайки. Почвената покривка е много тънка. Почти напълно обезлесени. Пасища. Край село Триводици, в тяхното подножие има три карстови извора. Те са едни от най-големите в България, а дебитът им е 1400 литра в секунда. Ниските подножия са удобни за селско стопанство – лозя, зърнени култури и овощия. Три големи каменни кариери: две в района на село Огняново и една в района на село Капитан Димитриево.
В подножието им са разположени 3 села: Капитан Димитриево, Ново село и Триводици. Малко по-отдалечени, но все пак сравнително близо с тях са селата Хаджиево, Огняново и Синитово.
Бесапарски ридове са защитена зона – част от българската и европейска екологична мрежа „Натура 2000“, обявена със заповед на Министерството на околната среда и водите от 2008 година с цел опазване и поддържане в благоприятно състояние на защитени и застрашени видове грабливи птици и техните местообитания. От 2005 година е обявена от BirdLife International за орнитологично важно място. Отличителната особеност на зоната са ниските варовити безлесни хълмове с надморска височина между 350 и 536 метра, които се характеризират със специфична растителност, определяща значението им като убежище на редки, ендемитни и реликтни видове като текирската мишорка. Тя обхваща землищата на няколко населени места от общините Пазарджик, Брацигово, Пещера, Стамболийски и Кричим, ограничена от изток и от север съответно от реките Стара река и Марица. Намира се под контрола на РИОСВ – Пазарджик.
В зоната могат да се наблюдават два вида грабливи птици, чието съществуване е застрашено в световен мащаб: царски орел и ловен сокол. Наблюдават се още орел змияр, скален орел, малък креслив орел, белоопашат мишелов, сокол скитник и сокол орко. От неграбливите птици в зоната друг застрашен от изчезване вид е синявицата, а още няколко са защитените видове: дебелоклюната чучулига, полската бъбрица и градинската овесарка. В значителна численост в зоната гнездят и характерни за откритите тревни местообитания видове като туриликът, късопръстата чучулига и други.
В района са забранени:
- премахването на характеристики на ландшафта като синори, единични или групи дървета при използването на земеделските площи,
- използването на пестициди и минерални торове,
- залесяването на ливадите и пасищата или превръщането им в земеделски площи,
- разкриването на нови кариери за добив на подземни богатства.

## Топографска карта
- Лист от карта K-35-61. Мащаб: 1 : 100 000.